# 浅川順
浅川 順（あさかわ じゅん）は、日本のCMディレクター。映画監督。ゲームムービー監督。東京情報大学総合情報学部総合情報学科教授。株式会社PICS顧問・クリエイティブディレクター。

## 経歴
青森県出身。青森県立青森東高等学校卒業。日本大学藝術学部映画学科卒業。日本大学藝術研究所（現日本大学大学院芸術学研究科）を修了後、株式会社日本天然色映画（TV－CM企画・演出部）入社。1986年株式会社キャラバン設立にCMディレクターとして参加。1998年キャラバン解散によりフリー。2019年現在までに600本以上のTVCMを企画・監督している。仕事の傍ら、日本工学院八王子専門学校、日本大学藝術学部、デジタルハリウッド、東京アニメ・声優専門学校、湘南工科大学、東京工科大学で非常勤講師、特別講師として後進の指導にあたり、2012年尚美学園大学芸術情報学部情報表現学科教授に就任。2017年尚美学園大学を退職。2018年株式会社PICS顧問・クリエティブディレクターに就任。2019年東京情報大学総合情報学部総合情報学科教授に就任。映像の企画、演出、撮影、編集の指導。CG/アニメーション、VR、等の先端映像技術の研究、制作を続けている。2013年より、植物生態学者宮脇昭が指導する東北震災復興防災植樹運動を大学生と共に記録映像制作でボランティア支援継続。この活動の記録映像は2015年度IBAスティービー国際アワード、ビデオ部門金賞を受賞。2019年尾瀬総合学術調査団基礎研究部会員として調査団の研究成果発表を含めた尾瀬ヶ原バーチャル・ミュージアムの開発と製作を担当。

## 主な監督作品

### CGアニメーション
1998年短編CGアニメ『』（制作ポリゴン・ピクチュアズ）SIGGRAPH’88Animation Theater選出
1995年『Virtual Circus』（制作ポリゴン・ピクチュアズ）マルチメディアグランプリ’95 CG部門パブリック作品賞
1998年短編CGアニメ『ポリゴン家族』（制作ポリゴン・ピクチュアズ）SIGGRAPH’98Electronic Theater選出、広島国際アニメーションフェスティバル入選、Prix Pixel-INA”Fiction”category入選、ORF Prix Ars Electronica99 Computer Animation部門Honorary Mention受賞
1998年短編CGアニメ『POLE NETWORK』（制作ポリゴン・ピクチュアズ）SIGGRAPH 98:SigKIDS Theater Screening
2001年短編CGアニメーション『プラトニック・チェーン』（制作アシッド）、SIGGRAPH’01Animation Theater選出、2002年IMAGINA2002レンダリング部門グランプリ受賞、2002年onedotzero選抜

### ゲームムービー
2002年 PS2『デビル メイク クライ２』（カプコン）ゲームムービー 監督
2003年 PS2『ソーサリアン オンライン』（日本ファルコム）オリジナルPVムービー 監督
2003年 PS2『バイオハザード  アウトブレイク 』（カプコン）OP/ENDムービー監督
2003年 PS2『モンスターハンター・コンセプトプロモーションムービー』ゲーム完成前の最初のコンセプトイメージビデオ 監督
2005年 PS2 『デビル メイ クライ３」実写版 TV-CM監督
2005年 PS2『バイオハザード アウトブレイク ファイル２』（カプコン）OP/ENDムービー・ゲームムービー 監督
2005年 PS2『零 －刺青ノ聲－』（TECMO）OPムービー,ゲームムービー監督
2006年 DS『ＡＳＨアルカイックシールドヒート』（任天堂）OPムービー・ゲームムービー 監督
2007年 Xbox 360『ブルードラゴン』PV・TV-CM監督
2008年 Wii『スマッシュブラザーズX　亜空の使者（60分以上のゲームムービー）』（任天堂）ゲームムービー 監督
2009年 Wii『DISASTER DAY OF CRISIS ディザスター』（任天堂）OPムービー・シネマティクス 監督
2009年 Xbox 360『ロストオデッセイ』PV・TV-CM監督
2009年 YAMASA『パチスロ バイオハザード』OPムービー 監督
2011年 PSP『フロンティアゲート』（コナミ）OPムービー 監督

### TV-CM（ACC・ADC・IBA・カンヌ等の広告フェスティバルなど主な受賞作品）
日産『愛のスカイライン（スカイラインジャパン）』
日産『ローレル（渡辺貞夫）』
日産『愛のスカイライン（ポールニューマン）』
永谷園『Jリーグカレー・ラモスに変身』
資生堂『変貌』カンヌ国際広告祭入賞
明治生命『歯の保険』IBA賞、ADC賞
東芝『東芝BSアリーナ　杏里』ロンドン国際広告賞
ミツカン『追いがつお（CGアニメ）』
日清食品『チキンラーメン（南伸坊・野田知佑）』
明星食品『チャルメラ（ブリキのオモチャ）』
カルビー『ポテトチップス』
アース製薬『ゴキジェット』『ありの巣コロリ』（CGアニメ）
アサヒ飲料『アサヒＰＦ２１』『ハイパー70』
マツダ自動車『ニューファミリア（白い世界）』
東京ガス『企業ＣＭ（CGアニメ・フォロン）』
キリンビバレッジ『キリンメッツ』
ジョンソン『ブスムス』『固めるテンプル』（CGアニメ）
サンスター『トニックシャンプー（唐沢寿明）』『スコール（日比野克彦）』
コニカ『ビデオテープ・ハートギャラリー（日比野克彦）』、『ビッグミニ（西田ひかる）』
シャープ『ビューカム(橋爪功・CG蜂鳥等)』
パイオニア『カセットデッキ（マジシャン）』
パナソニック 『パルックボール』『ビッグリル（CG合成）』
NTT『タウンページ（ウォーリーをさがせ!）』
明治製菓『ファミリーナココア（東八郎・小林克也）』「板チョコモナカ」（渡辺満里奈）
リクルート『デーリー・an（スカパラ＆クライズラー・カンパニー）』
全日空『2-2-2ビジネスクラス』
フジテレビ番組コラボ 日産CM『未来日記×リーフ』
フジテレビ番組コラボ トヨタ・コカコーラCM『トヨタ×コカコーラ×めざましテレビ』
フジテレビ番組コラボ パナソニック・F1コラボCM『ガリレオ×パナソニック×F1』
セブンイレブン『冬ギフトー東方神起』

### TVドラマ
1991年 フジテレビ 世にも奇妙な物語(2)『シガレット・ボム！』
1992年 フジテレビ 世にも奇妙な物語(3)『似顔絵の女』
1992年 フジテレビ 世にも奇妙な物語（3）『被害者の顔』
1992年 フジテレビ深夜ドラマ『La Cuisine(ラ・キュイジーヌ)』OP/ENDタイトルムービー
1995年 関西テレビ『学校の怪談』OP/ENDタイトルムービー
2002年 テレビ東京ＣＧアニメ全24話『プラトニック・チェーン』）“亜欄隅子（あらんすみし）”名で監督

### 展示映像
1990年 大阪花博NTT郵政省館『The Nature -いきものたちの詩-』70ミリCG全天周ドーム映像（制作トーヨーリンクス）SIGGRAPH’98Electronic Theater選出
1996年 佐賀炎博通産省館CGスライド映像、ジャパンエキスポ大賞優秀賞受賞
2002年 東京モーターショー　マツダブース大型３面マルチビジョン映像
2004年 東京モーターショー　マツダブース超横長大型映像
2010年 パナソニックお台場ショールーム『150インチ3Dディスプレイ用超横長大型CG映像』

### ミュージックビデオ
1983年　安全地帯：「ワインレッドの心」（制作：キティレコード・キャラバン）
1984年　安全地帯：「真夜中すぎの恋」（制作：キティレコード・キャラバン）
1985年　安全地帯：「恋の予感」（制作：キティレコード・キャラバン）
1990年　渡辺満里奈：「大好きなシャツ」(鈴丹TV-CMタイアップ)
1990年　日比野克彦：「HIBINO THEATRE」60分（アートビデオ、制作 アスク）
1991年　杏里：「Back to the BASIC」（東芝TV-CMタイアップ)
1999年  「チャゲ＆飛鳥」PV （フルCGアニメ、CGキャラのチャゲペンギン、制作 ポリゴン・ピクチュアズ）
2018年　鳥谷部天水：「あんた様」（2018年 360度VR MV　制作 デジタルアーツ仙台）

### 他
1998年　DVD『 What's TOMPA 生きている象形文字、トンパ大辞典』（平成10年度補正予算先導的コンテンツ市場環境整備事業　監修：浅葉克己）
2015年　IBAスティービー国際ビジネスアワード、ビデオ部門、金賞受賞。（尚美学園大学、浅川研究室作品）（学生との共同制作、短編「レジェンド・オブ・ザ・フォレスト　宮脇昭８７歳と木を植える子どもたち」）
2019年　株式会社アイロムグループPV（CGキャラによる会社案内）
2019年　森の防潮堤協会「2019年岩沼千年希望の丘植樹祭」TV-CMプロデュース（制作：PICS  監督：くろやなぎてっぺい）
2020年　360度VRホームページ「尾瀬ヶ原バーチャル・ミュージアム」の開発と制作。(2017年〜2020年　第４次尾瀬総合学術調査団基礎研究部会員として参加。その研究成果）